# It's My Life (песен на Бон Джоуви)
„It's My Life“ е песен на американската рок група Бон Джоуви, издадена на 23 май 2000 г., като първи сингъл от седмия им студиен албум Crush (2000). Песента е написана и продуцирана от Джон Бон Джоуви, Ричи Самбора и Макс Мартин, а копродуцирана от Люк Ебин. „It's My Life“ достигa до №1 в Австрия, Белгия, Италия, Холандия, Португалия, Румъния, Испания и Швейцария, влиза в Топ 10 в няколко други страни и заема №33 в Билборд Хот 100 в САЩ.
|  | Тази страница частично или изцяло представлява превод на страницата It's My Life (Bon Jovi song) в Уикипедия на английски. Оригиналният текст, както и този превод, са защитени от Лиценза „Криейтив Комънс – Признание – Споделяне на споделеното“, а за съдържание, създадено преди юни 2009 година – от Лиценза за свободна документация на ГНУ. Прегледайте историята на редакциите на оригиналната страница, както и на преводната страница, за да видите списъка на съавторите. ВАЖНО: Този шаблон се отнася единствено до авторските права върху съдържанието на статията. Добавянето му не отменя изискването да се посочват конкретни източници на твърденията, които да бъдат благонадеждни. |